# Fiorella Fernández Burgos
Fiorella Montserrat Fernández Burgos (n. Asunción, Paraguay, 31 de agosto de 2006) es una futbolista profesional paraguaya. Juega como centrocampista en el Club Sportivo Limpeño. Es jugadora internacional con la selección de Paraguay.